# 조국통일을 위한 전민족 대단결 10대강령
《조국통일을 위한 전민족 대단결 10대강령》은 김일성이 직접 제기한 것으로 알려진 한국통일을 위한 10대 강령이다. 1993년 4월 6일 개최된 최고인민회의 제9기 제5차 회의에서 총리인 강성산의 보고를 통해 공식적으로 제시되었다.